# Santiago Texcalcingo (kommun)
Santiago Texcalcingo är en kommun i Mexiko.   Den ligger i delstaten Oaxaca, i den sydöstra delen av landet, 260 km sydost om huvudstaden Mexico City.
Följande samhällen finns i Santiago Texcalcingo:
- Tepantitlán
- Santiago Texcalcingo
- Pelixtitlan
- Huashintlán